# Brette-les-Pins
Brette-les-Pins ist eine französische Gemeinde mit 2.127 Einwohnern (Stand: 1. Januar 2022) im Département Sarthe in der Region Pays de la Loire. Brette-les-Pins gehört zum Arrondissement Le Mans und zum Kanton Changé. Ihre Einwohner werden Brettois und Brettoises genannt.

## Geografie
Brette-les-Pins liegt in der historischen Provinz Maine etwa fünfzehn Kilometer südsüdöstlich des Stadtzentrums von Le Mans. An der nördlichen Grenze verläuft das Flüsschen Roule Crotte. Umgeben wird Brette-les-Pins von den Nachbargemeinden Parigné-l’Évêque im Norden und Osten, Saint-Mars-d’Outillé im Süden, Teloché im Westen und Südwesten sowie Ruaudin im Nordwesten.
Durch die Gemeinde führt die Autoroute A28.

## Bevölkerungsentwicklung
| Jahr      | 1962 | 1968 | 1975 | 1982 | 1990 | 1999 | 2006 | 2012 | 2020 |
| Einwohner | 974  | 1176 | 1337 | 1352 | 1385 | 1491 | 1910 | 2152 | 2128 |

## Sehenswürdigkeiten
- Kirche Saint-Martin, erbaut im 11. Jahrhundert, mit Umbauten im 13. Jahrhundert
- Schloss Coudereau aus der Mitte des 17. Jahrhunderts
- Schloss Le Haut-Bois, Ende des 15. Jahrhunderts erbaut

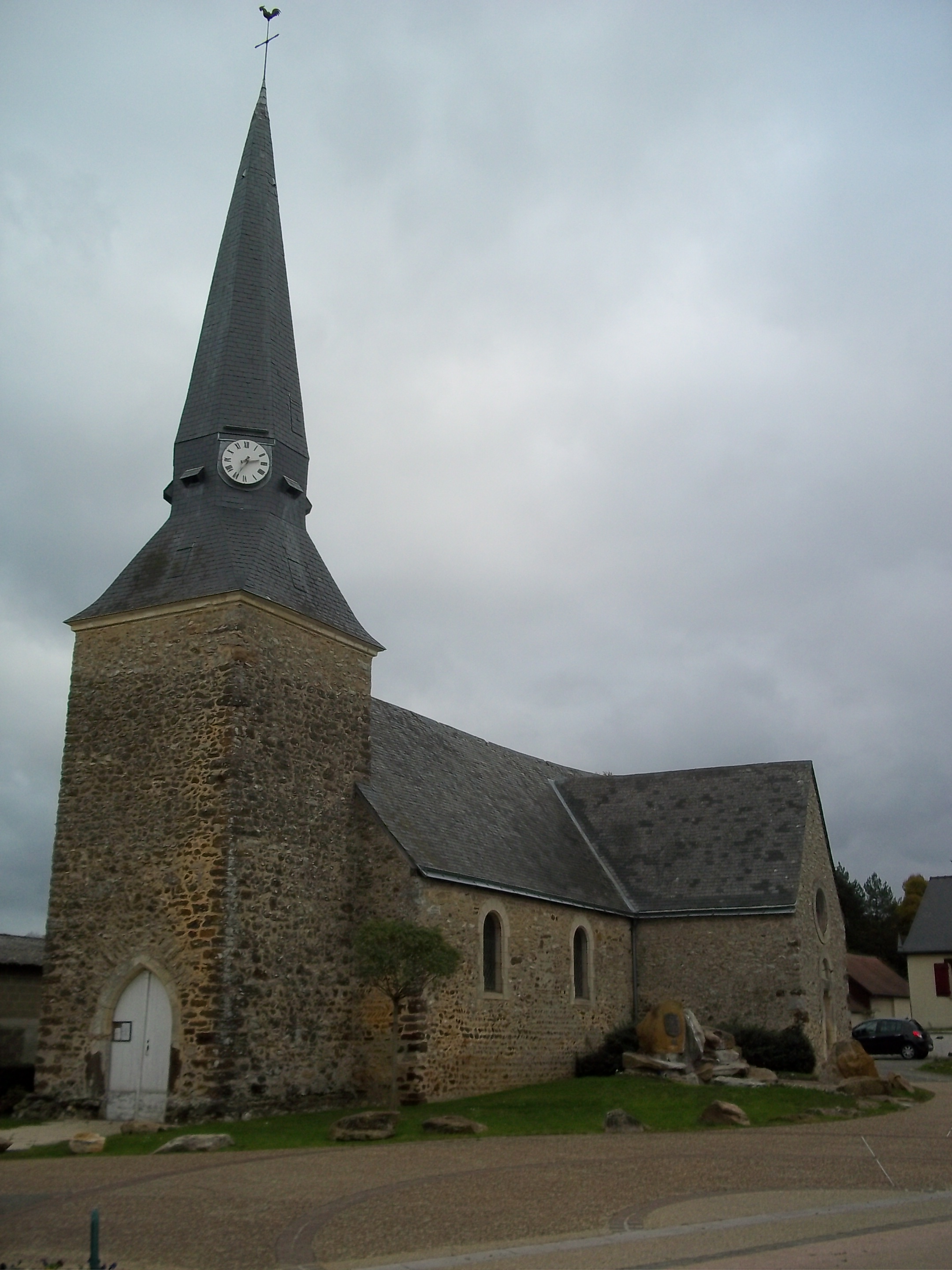
Kirche Saint-Martin